# Pseudoxenodontinae
Pseudoxenodontinae är en underfamilj i familjen snokar. Taxonet godkänns ibland som familj.
Underfamiljen utgörs av två släkten:
- Plagiopholis, med 5 arter
- Pseudoxenodon, med 6 arter

Dessa ormar förekommer i södra Kina och i Sydostasien. De vistas vanligen på marken och de kan anpassa sig till olika landskap. Enligt ett fåtal registrerade uppgifter äter de ryggradslösa djur som saknar hårt skal samt groddjur.